# Distrito electoral local 23 de Chiapas
El XXIII Distrito Electoral de Chiapas, o más comúnmente llamado Distrito Electoral La Frailesca es un distrituo Electoral creado por el Instituto Estatal Electoral con fines electorales, para diputados locales del Congreso del estado de Chiapas, es uno de los 24 distritos electorales y la región socioeconómica número 4 del Estado Chiapaneco. Su cabecera distrital es la ciudad de Villaflores, ubicada en el municipio homónimo.
Está conformada por 6 municipios:
- Villaflores
- Villa Corzo
- Angel Albino Corzo
- La Concordia
- Monte Cristo de Guerrero
- El Parral

## Ubicación
El distrito Electoral de La Frailesca se ubica en el centro-sur de Chiapas, limita al este con el distrito de Venustiano Carranza, al sur con Tonalá y Motozintla, al oeste con Cintalapa y al norte con Chiapa de Corzo y Copainala.
| Noroeste: Distrito de Cintalapa | Norte: Distrito de Chiapa de Corzo | Noreste: Distrito de Copainalá        |
| Oeste: Distrito de Cintalapa    |                                    | Este: Distrito de Venustiano Carranza |
| Suroeste: Distrito de Tonalá    | Sur: Distrito de Tonalá            | Sureste: Distrito de Motozintla       |